# Alias Smith & Jones
Alias Smith and Jones, är en amerikansk western-serie som producerades mellan 1971 och 1973. Huvudrollerna spelades av Pete Duel och Ben Murphy. Svensk TV-premiär i oktober 1971. I Sverige blev serien synonymt med begreppet Milda västern, på grund av att den ansågs vara betydligt snällare och mindre våldsam än andra västernfilmer och västern-TV-serier.
Serien drabbades av en stor tragedi efter första säsongen, när Duel begick självmord den 31 december 1971 (efter 32 inspelade avsnitt), men producenterna ersatte Duel med Roger Davis (som tidigare varit berättare under signaturen till serien) och serien fortsatte cirka ett år till (18 avsnitt). Kritiker menar att serien tappade gnistan efter första säsongen, och att det var därför serien lades ner, men i själva verket började västern-genren som helhet förlora popularitet i början av 1970-talet. Totalt producerades det 50 avsnitt (inklusive det längre pilotavsnittet).

## Handling
Seriens premiss var att två godhjärtade och populära laglösa, Hannibal Heyes (spelad av Duel, och senare av Davis) och Kid Curry (spelad av Murphy) ville försöka bli hederliga. De lovades en benådning av guvernören i Wyoming ifall de kunde hålla sig på rätt sida lagen en viss tid. På grund av att det skulle vara politiskt dumdristigt att ge det löftet, tvingades guvernören att göra det i hemlighet, vilket ledde till att omvärlden fortfarande såg Heyes och Curry som fredlösa med 10 000 dollar var som prispengar.
För att undvika att bli fångade - av uppbåd, prisjägare eller sheriffer- fick de två banditerna använda pseudonymerna Joshua Smith och Thaddeus Jones. I nästan varje avsnitt hamnade de i en situation där de kunde hjälpa någon annan, med risk för att avslöja sina verkliga identiteter.

## Om serien
- Serien skapades av Glen A. Larson, baserat på filmen Butch Cassidy och Sundance Kid med Robert Redford och Paul Newman från (1969). Fans av filmen har också kommenterat hur lika Newman och Ben Murphy är, men likheten är enligt Murphy bara slående i vissa vinklar.
- Efter pilotavsnittet drog sig Larson mer eller mindre ur arbetet med serien och överlät det till Roy Huggins, en av TV-världens mest produktiva manusförfattare. De flesta av avsnitten är antingen skrivna av Huggins, eller baserade på idéer av Huggins, under pseudonymen John Thomas James - namnen på hans tre söner.

## Gästskådespelare
En återkommande rollfigur var Bannerman-agenten Harry Briscoe, spelad av J. D. Cannon, som ständigt försökte få fast Heyes & Curry, utan att lyckas. Även Sally Field dök upp ett par gånger som Clementine Hale, en person som satte seriens hjältar i klistret varje gång. Bland andra som gästskådespelade märks Burl Ives, Mark Lenard, Diana Muldaur, Dana Elcar, Keenan Wynn, Jack Cassidy, Vera Miles, Don Ameche, Jackie Coogan, Claudine Longet, Anne Archer, Cesar Romero, Adam West, Cameron Mitchell, Walter Brennan, Ida Lupino, William Smith, Slim Pickens och Frank Sinatra, Jr.

## DVD-utgåvor
Första säsongen av Alias Smith & Jones gavs ut på DVD i USA i februari 2007. Resterande 35 avsnitt (säsong 2 & 3) kom ut i en box i USA 13 april 2010. Soulmedia släppte säsong 1 och 2 i 4 boxar med 12 skivor och totalt 38 avsnitt i Skandinavien, med Pan Vision som svensk distributör den 1 december 2010.